# Tajvani új dollár
A tajvani új dollár a Kínai Köztársaság (Tajvan) hivatalos pénzneme.

## Története
1949-ben vezették be, amikor kettévált Kína.

## Érmék
| Kép | Névérték  | Műszaki paraméterek | Műszaki paraméterek | Műszaki paraméterek                            | Leírás                                  | Leírás                                  | Dátumok         | Dátumok           |
| Kép | Névérték  | Átmérő              | Tömeg               | Összetétel                                     | Előlap                                  | Hátlap                                  | Első kibocsátás | Kibocsátás        |
| --- | --------- | ------------------- | ------------------- | ---------------------------------------------- | --------------------------------------- | --------------------------------------- | --------------- | ----------------- |
|     | ½ dollár  | 18 mm               | 3 g                 | 97% réz 2,5% cink 0,5% ón                      | Szilvavirág, "中華民國XX年"1            | Érték                                   | 1981            |                   |
|     | 1 dollár  | 20 mm               | 3,8 g               | 92% réz 6% nikkel 2% alumínium                 | Csang Kaj-sek, "中華民國XX年"           | Érték                                   | 1981            |                   |
|     | 5 dollár  | 22 mm               | 4,4 g               | kupronikkel 75% réz 25% nikkel                 | Csang Kaj-sek, "中華民國XX年"           | Érték                                   | 1981            |                   |
|     | 10 dollár | 26 mm               | 7,5 g               | kupronikkel 75% réz 25% nikkel                 | Csang Kaj-sek, "中華民國XX年"           | Érték                                   | 1981            |                   |
|     | 20 dollár | 26,85 mm            | 8,5 g               | gyűrű: Alumínium-bronz mag: kupronikkel        | Mona Rudao, "莫那魯道"2, "中華民國XX年" | hagyományos kenuk                       | 2001            | 2001. július 9.   |
|     | 50 dollár | 28 mm               | 10 g                | Alumínium-bronz 92% réz 6% alumínium 2% nikkel | Szun Jat-szen, "中華民國XX年"           | 50-es kínai betűkkel és arab számokkal. | 2002            | 2002. április 26. |

## Bankjegyek

### 1999-es sorozat
| Kép           | Névérték | Méret       | Szín       | leírás                                              | leírás                       | leírás            | Dátum     | Dátum              | Dátum              | Megjegyzés          |
| Kép           | Névérték | Méret       | Szín       | Előlap                                              | Hátlap                       | Vízjel            | Nyomtatás | Kibocsátás         | Visszavonás        | Megjegyzés          |
| ------------- | -------- | ----------- | ---------- | --------------------------------------------------- | ---------------------------- | ----------------- | --------- | ------------------ | ------------------ | ------------------- |
|               | $100     | 145 × 70 mm | vörös      | Szun Jat-szen, Konfociusz: A nagy harmónia fejezete | Csung-San épület             | Mei virág és 100  | 2000      | 2001. július 2.    |                    |                     |
|               | $200     | 150 × 70 mm | zöld       | Csang Kaj-sek, A közigazgatás és földreform témája  | Az elnöki hivatal            | Orchidea és 200   | 2001      | 2002. január 2.    |                    |                     |
| előlap hátlap | $500     | 155 × 70 mm | barna      | Ifjúsági baseball                                   | Sika Deer és Dabaji-hegy     | bambusz és 500    | 2000      | 2000. december 15. | 2007. augusztus 1. | holografikus sávval |
|               | $500     | 155 × 70 mm | sötétbarna | Ifjúsági baseball                                   | Sika Deer és Dabaji-hegy     | bambusz és 500    | 2004      | 2005. július 20.   |                    | holografikus sávval |
| előlap hátlap | $1000    | 160 × 70 mm | kék        | Alapfokú oktatás (errors)                           | Mikado Pheasant és Jade-hegy | krizantém és 1000 | 1999      | 2000. július 3.    | 2007. augusztus 1. | holografikus sávval |
|               | $1000    | 160 × 70 mm | kék        | Alapfokú oktatás (errors)                           | Mikado Pheasant és Jade-hegy | krizantém és 1000 | 2004      | 2005. július 20.   |                    | holografikus sávval |
|               | $2000    | 165 × 70 mm | bíbor      | technológia                                         | lazac és Nanhu Mountain      | fenyő és 2000     | 2001      | 2002. július 1.    |                    |                     |

## Emlékbankjegyek
2011. január 6-án 100 dolláros emlékbankjegyet adnak ki.